# Gurreby Kirke
Gurreby Kirke er en kirke i Gurreby Sogn, Lolland-Falsters Stift. Kirken ligger i Lolland Kommune.
Altertavlen fra 1518, hvor apostlene ses i midtfeltet, er i dag på Nationalmuseet. På altertavlen holder en af apostlene en posebog i højre hånd.